# Jerzy Krubski
Jerzy Antoni Krubski (ur. 13 maja 1900 w Nowym Mieście, zm. 1967 w Londynie) – podpułkownik dyplomowany piechoty Wojska Polskiego.

## Biogram
Jerzy Antoni Krubski urodził się w 13 maja 1900 roku. W 1917 roku ukończył 7 klas szkoły realnej w Warszawie. W czasie I wojny światowej walczył w Legionach Polskich. 8 sierpnia 1914 roku w Miechowie, razem z siedmioma innymi ochotnikami – tzw. „patrolem skautów” wstąpił do Pierwszej Kompanii Kadrowej i przyjął pseudonim „Czerwony Brat”. Z dniem 15 listopada 1918 roku przyjęty został do Wojska Polskiego z zatwierdzeniem stopnia podporucznika.
Po zakończeniu wojny z bolszewikami pełnił służbę w 36 pułku piechoty Legii Akademickiej w garnizonie Warszawa. 1 listopada 1924 roku rozpoczął studia na Kursie Normalnym Wyższej Szkoły Wojennej w Warszawie, pozostając oficerem nadetatowym 36 pp. Z dniem 11 października 1926 roku, po ukończeniu kursu i uzyskaniu dyplomu naukowego oficera Sztabu Generalnego, został przydzielony do Oddziału I Sztabu Generalnego. W lipcu 1928 roku został przeniesiony do Generalnego Inspektoratu Sił Zbrojnych i przydzielony do składu osobowego inspektora armii z siedzibą w Warszawie na stanowisko referenta. W 1934 roku był II oficerem sztabu inspektora armii, generała dywizji Kazimierza Sosnkowskiego. 5 grudnia 1935 roku został przeniesiony do 36 pułku piechoty Legii Akademickiej w Warszawie celem odbycia praktyki liniowej na stanowisku dowódcy batalionu. W 1939 roku awansował do stopnia podpułkownika dyplomowanego. Wiosną 1939 roku pełnił służbę w dowództwie 12 Dywizji Piechoty w Tarnopolu na stanowisku szefa sztabu.
Kampanię wrześniową 1939 odbył na stanowisku oficera odcinkowego dla Armii „Modlin” w Wydziale Sytuacyjnym Oddziału III Sztabu Naczelnego Wodza.
1 czerwca 1940 roku był przewidziany do objęcia stanowiska szefa sztabu Polskiego Korpusu Ekspedycyjnego w Syrii. Od 1940, po ewakuacji do Wielkiej Brytanii, pełnił służbę na stanowisku szefa sztabu I Korpusu. 4 października 1943 został zwolniony z tego stanowiska i przeniesiony do Inspektoratu Wyszkolenia Wojska na stanowisko kierownika Referatu Służby Sztabów. W następnym roku, po lądowaniu aliantów w Normandii i otwarciu frontu zachodniego, został powołany na stanowisko szefa Polskiej Misji Wojskowej przy Kwaterze Głównej 21 Grupy Armii.
Zmarł w kwietniu 1967 roku w Londynie.

## Awanse
- porucznik – zweryfikowany 3 maja 1922 ze starszeństwem z dniem 1 czerwca 1919 i 1156. lokatą w korpusie oficerów piechoty
- kapitan – 3 maja 1926 ze starszeństwem z dniem 1 lipca 1925 i 217. lokatą w korpusie oficerów piechoty
- major – 12 marca 1933 ze starszeństwem z dniem 1 stycznia 1933 i 15. lokatą w korpusie oficerów piechoty
- podpułkownik – ze starszeństwem z dniem 19 marca 1939 roku i 75. lokatą w korpusie oficerów piechoty
- pułkownik[potrzebny przypis] – ?

## Ordery i odznaczenia
- Krzyż Niepodległości (17 marca 1932)[15]
- Krzyż Kawalerski Orderu Odrodzenia Polski (11 listopada 1934)[16][17]
- Krzyż Walecznych (dwukrotnie, po raz pierwszy w 1921)[18]
- Srebrny Krzyż Zasługi (3 sierpnia 1928)[19]
- Odznaka Pamiątkowa Generalnego Inspektora Sił Zbrojnych (12 maja 1936)
- Odznaka pamiątkowa Pierwszej Kompanii Kadrowej[20]